# Trail of Tears (Band)
Trail of Tears ist eine norwegische Dark-Metal-Band, die 1994 unter dem Namen Natt gegründet wurde. 1997 änderte die Band, bedingt durch einen größeren Line-up-Wechsel und die dadurch entstandene Stilveränderung, ihren Namen in Trail of Tears. Im Jahr 2020 kam es zu einer Neugründung.

## Bandgeschichte
Im April 1997 nahm die frisch umbenannte Band im dänischen Jailhouse Studio die Demo When Silence Cries mit drei Tracks auf, durch die sie einen Vertrag über zwei Alben mit dem niederländischen Label DSFA Records erhielt. Im November 1998 wurde das Debütalbum Disclosure in Red veröffentlicht, dem mehrere ausgedehnte Touren – u. a. einer Europatournee mit Tristania, The Sins of Thy Beloved, Siebenbürgen und Antichrisis – folgten. Nach Beendigung der Aufnahmen für das zweite Album Profoundemonium wurde die Sängerin Helena Iren Michaelsen wegen Differenzen durch Cathrine Paulsen ersetzt. Das Album erschien 2000 und wurde in Europa mit Ausnahme der Benelux-Staaten von Napalm Records vertrieben. Im Sommer desselben Jahres trat die Band bei einigen Festivals wie dem Wacken Open Air und Dynamo Open Air auf.
2001 wurde die Zukunft bei Napalm Records fixiert, indem ein Vertrag über drei Alben unterschrieben wurde. Das dritte Album wurde im Februar 2002 aufgenommen. Unter der Leitung von Produzent Terje Refsnes (Tristania, Sirenia) entstand A New Dimension of Might. 2003 gingen Trail of Tears erstmals außerhalb von Europa auf Tour – nach Mexiko. Mit Kjetil Nordhus wurde ein neuer Sänger aufgenommen. Kurz danach musste Catherine Paulsen die Band verlassen und wurde nicht ersetzt. Im Herbst 2004 ging es mit Therion und Tristania auf eine Europatournee, bei dem Goran Bomann (Carpathian Forest) als Gitarrist aushalf. 2005 erschien Free Fall into Fear, das bisher härteste Album.
Während einer Mexiko-Tour im November 2006 kam es zu Problemen, in deren Folge vier der Mitglieder die Band verließen und diese für beendet erklärten. Am 30. November veröffentlichte Ronny Thorsen ein Statement auf der Website, dass Trail of Tears weitermachen würde. Das bereits angekündigte Album würde trotz allem rechtzeitig veröffentlicht werden, die für den Dezember 2006 bereits geplante Europatournee musste jedoch abgesagt werden.
Im Januar 2007 erschien mit Existentia das fünfte Studioalbum der Band, welches sehr gute Kritiken bei führenden Fanzines erhielt. Anschließend spielte die Band ihre erste Nord-Amerika-Tour, welche sie durch die USA und Kanada führte. Im Sommer 2008 trat die Band bei berühmten Festivals wie dem Wave Gotik Treffen und dem Metal Mania Open Air auf. Im Mai 2009 veröffentlichte Trail of Tears das Album Bloodstained Endurance, auf dem erstmals die neuen Mitglieder zu hören waren, nachdem sich die Band drei Jahre zuvor neu orientieren musste.
Trail of Tears wurde im Januar 2013 mit der Veröffentlichung des Albums Oscillation aufgelöst und im Oktober 2020 reaktiviert. Die neu formierte Gruppe bestehe aus Ronny Thorsen, Runar Hansen, Jonathan Perez, Endre Moe, Nicolay Johnsen und der Sängerin Ailyn.

## Stil
Trail of Tears spielten symphonisch orientierten Dark Metal mit Einflüssen aus Death-, Black- und Gothic Metal.
Insbesondere dem Frühwerk der Gruppe wird Ähnlichkeit mit den frühen Gothic-Metal-Veröffentlichungen von Theatre of Tragedy, Tristania und The Sins of Thy Beloved attestiert. Auch spätere Veröffentlichungen der Band werden trotz deutlicher musikalischer Weiterentwicklung, und einer präsenteren musikalischen Orientierung an Ideen aus dem Black- und Death Metal, von Kritikern dem Gothic Metal zugerechnet, ohne diesem direkt stilistisch zu entsprechen. Der Bandbegründer Ronny Thorsen negiert diese Zuordnung hingegen gänzlich. Obschon sich die Gruppe selbst auf ihren Tonträgern als Dark Gothic Metal vermarktete, bezeichnete Thorsen den Terminus als von außen auferlegtes Etikett, welches dem Stil der Gruppe keineswegs gerecht würde.

„Ich habe uns eh nie als Gothic-Metal-Band gesehen. In diese Schublade haben uns immer nur andere Leute gesteckt, weil es halt schwierig war, uns einzuordnen. Natürlich arbeiteten wir mit einigen Genre-Elementen, aber Frauengesang und Keyboards machen dich nicht automatisch zu einer Gothic-Gruppe. Ich bin mit Death- und Black Metal aufgewachsen und habe es vor allem Dan Swanö, David Vincent und Glen Benton zu verdanken, dass ich überhaupt eine Band gestartet habe.“

Der Seite Metalreviews.com zufolge konnten sich Trail of Tears mit ihrem dritten Studioalbum A New Dimension of Might vom Gothic Metal als Haupteinfluss lösen und als Pioniere modernen Metals, die sich mit einer eigenständigen Stilmischung, welche sowohl auf die elektronischen Elemente der Band The Kovenant als auch auf die Aggression von Dimmu Borgir zurückgreift, etablieren. Mit der Veränderung nahmen auch Vergleiche mit der Metalband Therion zu. Der seither von Trail of Tears gepflegte Stil wird als Temporeiche Musik mit präzisem Schlagzeugspiel und fetzigen Gitarren, welche durch den Abwechslungsreichtum des Gesangs kontrastiert werden, umschrieben.
Ebenfalls das Internetportal Metal.de hebt „eine sehr starke Abwechslung“ des Gesangs hervor. Die Gruppe agierte hierzu mit bis zu zwei Sängern und einer Sängerin. Ronny Thorsen präsentierte gutturalen Gesang von Growling und Grunts bis zu Screams, der bereits auf A New Dimension of Might als Gastsänger agierende Kjetil Nordhus brachte bis zum Jahr 2006 Klargesang ein, während die jeweilige Sängerin, zuerst Helena Iren Michaelsen, später Cathrine Paulsen und zwischenzeitlich Emmanuelle Zoldan, mit „opernhafte[r] Stimme“ agierte. Rezensenten machten auch in der Stimme der opernartigen Sängerin, meist bezogen auf Paulsen, einen deutlichen Unterschied zu den eher klagenden Frauenstimmen des Gothic Metals aus. In der Umschreibung der elektronischen und symphonischen Elemente wird gelegentlich der Ausdruck Bombast bemüht. Das Gitarrenspiel hingegen wird als fette, und donnernde Gitarrenwand bezeichnet sowie als „schnörkellose Metalriffs [mit] gelegentliche atmosphärische Gitarrensolos“ umschrieben. Der Rhythmus gilt als einfach aber druckvoll und zugleich als meist wenig auffälliger Teil des musikalischen Konzeptes der Band. Dem Einfluss der verschiedenen von Thorsen benannten Stile des Extreme Metals entsprechend, sind Blastbeats häufig Teil des Schlagzeugspiels.

## Diskografie

### Alben
- 1998: Disclosure in Red
- 2000: Profoundemonium
- 2002: A New Dimension of Might
- 2005: Free Fall into Fear
- 2007: Existentia
- 2009: Bloodstained Endurance
- 2013: Oscillation

### Demos und EPs
- 1996: Natt (Demo)
- 1997: When Silence Cries… (Demo)
- 2024: "Winds of Disdain" (EP)